# Mikroregion Vacaria

Mikroregion Vacaria

Mikroregion Vacaria – mikroregion w brazylijskim stanie Rio Grande do Sul należący do mezoregionu Nordeste Rio-Grandense. Ma powierzchnię 17.259,6 km²

## Gminy
- Bom Jesus
- Cambará do Sul
- Campestre da Serra
- Capão Bonito do Sul
- Esmeralda
- Ipê
- Jaquirana
- Lagoa Vermelha
- Monte Alegre dos Campos
- Muitos Capões
- Pinhal da Serra
- São Francisco de Paula
- São José dos Ausentes
- Vacaria